# Oostenrijk op de Olympische Zomerspelen 2020
Oostenrijk nam deel aan de Olympische Zomerspelen 2020 in Tokio, Japan.

## Medailleoverzicht
| Medaille | Naam                | Sport         | Onderdeel        | Datum      |
| -------- | ------------------- | ------------- | ---------------- | ---------- |
| Goud     | Anna Kiesenhofer    | Wegwielrennen | brug (v)         | 25 juli    |
|          |                     |               |                  |            |
| Zilver   | Michaela Polleres   | Judo          | -70kg (v)        | 28 juli    |
|          |                     |               |                  |            |
| Brons    | Shamil Borchashvili | Judo          | -81 kg (m)       | 27 juli    |
| Brons    | Magdalena Lobnig    | Roeien        | skiff (v)        | 30 juli    |
| Brons    | Lukas Weißhaidinger | Atletiek      | discuswerpen (m) | 31 juli    |
| Brons    | Bettina Plank       | Karate        | -55kg (v)        | 5 augustus |
| Brons    | Jakob Schubert      | Klimsport     | mannen           | 5 augustus |

## Atleten
Hieronder volgt een overzicht van de atleten die zich reeds hebben verzekerd van deelname aan de Olympische Zomerspelen 2020.
| sport            | mannen | vrouwen | totaal |
| ---------------- | ------ | ------- | ------ |
| Atletiek         | 3      | 4       | 7      |
| Badminton        | 1      | 0       | 1      |
| Gewichtheffen    | 1      | 1       | 2      |
| Golf             | 2      | 1       | 3      |
| Gymnastiek       | 0      | 1       | 1      |
| Judo             | 2      | 4       | 6      |
| Kanovaren        | 1      | 5       | 6      |
| Karate           | 0      | 1       | 1      |
| Klimsport        | 1      | 1       | 2      |
| Moderne Vijfkamp | 1      | 0       | 1      |
| Paardensport     | 2      | 3       | 5      |
| Roeien           | 0      | 3       | 3      |
| Schietsport      | 1      | 1       | 2      |
| Skateboarden     | 0      | 1       | 1      |
| Synchroonzwemmen | 0      | 2       | 2      |
| Tafeltennis      | 3      | 3       | 6      |
| Tennis           | 2      | 0       | 2      |
| Triatlon         | 2      | 2       | 4      |
| Wielersport      | 6      | 2       | 8      |
| Zeilen           | 3      | 3       | 6      |
| Zwemmen          | 5      | 2       | 7      |
| totaal           | 36     | 39      | 75     |

## Sporten

### Atletiek
Mannen
Loopnummers
| atleet          | onderdeel | series | series | kwartfinale | kwartfinale | halve finale | halve finale | finale  | finale |
| atleet          | onderdeel | tijd   | rang   | tijd        | rang        | tijd         | rang         | tijd    | rang   |
| --------------- | --------- | ------ | ------ | ----------- | ----------- | ------------ | ------------ | ------- | ------ |
| Peter Herzog    | marathon  | n.v.t. | n.v.t. | n.v.t.      | n.v.t.      | n.v.t.       | n.v.t.       | 2.22.15 | 60     |
| Lemawork Ketema | marathon  | n.v.t. | n.v.t. | n.v.t.      | n.v.t.      | n.v.t.       | n.v.t.       | DNF     | DNF    |

Technische nummers
| atleet              | onderdeel    | kwalificaties | kwalificaties | finale  | finale |
| atleet              | onderdeel    | afstand       | rang          | afstand | rang   |
| ------------------- | ------------ | ------------- | ------------- | ------- | ------ |
| Lukas Weißhaidinger | discuswerpen | 64,77         | 5 q           | 67,07   | Brons  |

Vrouwen
Loopnummers
| atleet        | onderdeel | series | series | kwartfinale | kwartfinale | halve finale | halve finale | finale         | finale         |
| atleet        | onderdeel | tijd   | rang   | tijd        | rang        | tijd         | rang         | tijd           | rang           |
| ------------- | --------- | ------ | ------ | ----------- | ----------- | ------------ | ------------ | -------------- | -------------- |
| Susanne Walli | 400m      | 52,19  | 3 Q    | n.v.t.      | n.v.t.      | 51,52 PB     | 6            | niet geplaatst | niet geplaatst |

Technische nummers
| atleet          | onderdeel   | kwalificaties | kwalificaties | finale         | finale         |
| atleet          | onderdeel   | afstand       | rang          | afstand        | rang           |
| --------------- | ----------- | ------------- | ------------- | -------------- | -------------- |
| Victoria Hudson | speerwerpen | 58,60         | 22            | niet geplaatst | niet geplaatst |

Meerkamp
| atlete         | onderdeel | onderdeel | 100 h | hs      | ks       | 200 m    | vs      | sw       | 800 m      | finale  | rang |
| -------------- | --------- | --------- | ----- | ------- | -------- | -------- | ------- | -------- | ---------- | ------- | ---- |
| Ivona Dadic    | zevenkamp | res.      | 13,61 | 1,83 PB | 14,10 SB | 24,33 SB | 6,11 SB | 48,40 SB | 2.15,10 SB | 6403 SB | 8    |
| Ivona Dadic    | zevenkamp | pnt.      | 1034  | 1016    | 801      | 949      | 883     | 829      | 891        | 6403 SB | 8    |
| Verena Preiner | zevenkamp | res.      | 13,65 | 1,77 SB | 13,59    | 24,55 SB | 6,12    | 44,95    | 2.07,92    | 6310 SB | 11   |
| Verena Preiner | zevenkamp | pnt.      | 1028  | 941     | 767      | 929      | 887     | 763      | 995        | 6310 SB | 11   |

### Badminton
Mannen
| atleet      | onderdeel | groepsfase                 | groepsfase                  | groepsfase           | groepsfase | eliminatie           | kwartfinale          | halve finale         | finale / BM          | finale / BM |
| atleet      | onderdeel | tegenstander uitslag       | tegenstander uitslag        | tegenstander uitslag | rang       | tegenstander uitslag | tegenstander uitslag | tegenstander uitslag | tegenstander uitslag | rang        |
| ----------- | --------- | -------------------------- | --------------------------- | -------------------- | ---------- | -------------------- | -------------------- | -------------------- | -------------------- | ----------- |
| Luka Wraber | enkelspel | V Axelsen V (12-21, 11-21) | K Koljonen V (13-21, 17-21) | n.v.t.               | 3          | niet geplaatst       | niet geplaatst       | niet geplaatst       | niet geplaatst       | 15          |

### Gewichtheffen
Mannen
| atlete             | onderdeel | trekken | trekken | stoten | stoten | totaal | rang |
| atlete             | onderdeel | score   | rang    | score  | rang   | totaal | rang |
| ------------------ | --------- | ------- | ------- | ------ | ------ | ------ | ---- |
| Sargis Martirosjan | +109kg    | 180     | 5       | 201    | 12     | 381    | 10   |

Vrouwen
| atlete        | onderdeel | trekken | trekken | stoten | stoten | totaal | rang |
| atlete        | onderdeel | score   | rang    | score  | rang   | totaal | rang |
| ------------- | --------- | ------- | ------- | ------ | ------ | ------ | ---- |
| Sarah Fischer | +87kg     | 97      | 9       | 123    | 10     | 220    | 10   |

### Golf
Mannen
| atleet          | onderdeel | eerste ronde | tweede ronde | derde ronde | vierde ronde | totaal | totaal | totaal |
| atleet          | onderdeel | score        | score        | score       | score        | score  | par    | rang   |
| --------------- | --------- | ------------ | ------------ | ----------- | ------------ | ------ | ------ | ------ |
| Matthias Schwab | mannen    | 69           | 69           | 70          | 67           | 275    | -9     | 27     |
| Sepp Straka     | mannen    | 63           | 71           | 68          | 68           | 270    | -14    | 10     |

Vrouwen
| atlete         | onderdeel | eerste ronde | tweede ronde | derde ronde | vierde ronde | totaal | totaal | totaal |
| atlete         | onderdeel | score        | score        | score       | score        | score  | par    | rang   |
| -------------- | --------- | ------------ | ------------ | ----------- | ------------ | ------ | ------ | ------ |
| Céline Boutier | vrouwen   | 71           | 72           | 81          | 73           | 297    | +13    | 56     |

### Gymnastiek

#### Turnen
Vrouwen
| atlete         | onderdeel | kwalificatie | kwalificatie | kwalificatie | kwalificatie | kwalificatie | kwalificatie | finale         | finale         | finale         | finale         | finale         | finale         |
| atlete         | onderdeel | toestel      | toestel      | toestel      | toestel      | totaal       | positie      | toestel        | toestel        | toestel        | toestel        | totaal         | positie        |
| atlete         | onderdeel | sprong       | brug         | balk         | vloer        | totaal       | positie      | sprong         | brug           | balk           | vloer          | totaal         | positie        |
| -------------- | --------- | ------------ | ------------ | ------------ | ------------ | ------------ | ------------ | -------------- | -------------- | -------------- | -------------- | -------------- | -------------- |
| Elisa Hämmerle | meerkamp  | 12,533       | 12,600       | 11,800       | 12,000       | 48,933       | 66           | niet geplaatst | niet geplaatst | niet geplaatst | niet geplaatst | niet geplaatst | niet geplaatst |

### Judo
Mannen
| atleet              | onderdeel | eerste ronde         | tweede ronde         | derde ronde          | kwartfinale          | halve finale         | herkansing           | finale / BM          | finale / BM    |
| atleet              | onderdeel | tegenstander uitslag | tegenstander uitslag | tegenstander uitslag | tegenstander uitslag | tegenstander uitslag | tegenstander uitslag | tegenstander uitslag | rang           |
| ------------------- | --------- | -------------------- | -------------------- | -------------------- | -------------------- | -------------------- | -------------------- | -------------------- | -------------- |
| Shamil Borchashvili | −81 kg    | bye                  | Egutidze W 01-00     | Muki W 01–00         | Boltaboev W 01-00    | Mollaei V 00-10      | bye                  | Ressel W 10-00       | Brons          |
| Stephan Hegyi       | +100 kg   | n.v.t.               | Riner V 00-10        | niet geplaatst       | niet geplaatst       | niet geplaatst       | niet geplaatst       | niet geplaatst       | niet geplaatst |

Vrouwen
| atlete              | onderdeel | eerste ronde         | tweede ronde         | derde ronde               | kwartfinale           | halve finale         | herkansing           | finale / BM          | finale / BM    |
| atlete              | onderdeel | tegenstander uitslag | tegenstander uitslag | tegenstander uitslag      | tegenstander uitslag  | tegenstander uitslag | tegenstander uitslag | tegenstander uitslag | rang           |
| ------------------- | --------- | -------------------- | -------------------- | ------------------------- | --------------------- | -------------------- | -------------------- | -------------------- | -------------- |
| Sabrina Filzmoser   | −57 kg    | n.v.t.               | Verhagen V 00-10     | niet geplaatst            | niet geplaatst        | niet geplaatst       | niet geplaatst       | niet geplaatst       | niet geplaatst |
| Magdalena Krssakova | −63 kg    | n.v.t.               | Yang J W 10-00       | Beauchemin-Pinard V 00-10 | niet geplaatst        | niet geplaatst       | niet geplaatst       | niet geplaatst       | niet geplaatst |
| Michaela Polleres   | −70 kg    | n.v.t.               | Fletcher W 01-00     | Kim S-y W 01-00           | Barbara Matić W 01-00 | van Dijke W 01-00    | bye                  | Arai V 00-01         | Zilver         |
| Bernadette Graf     | −78 kg    | n.v.t.               | Ma Z W 10-00         | Malonga V 00-11           | niet geplaatst        | niet geplaatst       | niet geplaatst       | niet geplaatst       | niet geplaatst |

### Kanovaren

#### Slalom
Mannen
| atleet          | onderdeel  | series | series | series | series | series    | series | halve finale | halve finale | finale | finale |
| atleet          | onderdeel  | run 1  | rang   | run 2  | rang   | beste run | rang   | tijd         | rang         | tijd   | rang   |
| --------------- | ---------- | ------ | ------ | ------ | ------ | --------- | ------ | ------------ | ------------ | ------ | ------ |
| Felix Oschmautz | K-1 slalom | 94,10  | 8      | 92,18  | 7      | 92,18     | 7 Q    | 98,42        | 9 Q          | 98,79  | 4      |

Vrouwen
| atlete              | onderdeel  | series | series | series | series | series    | series | halve finale | halve finale | finale         | finale         |
| atlete              | onderdeel  | run 1  | rang   | run 2  | rang   | beste run | rang   | tijd         | rang         | tijd           | rang           |
| ------------------- | ---------- | ------ | ------ | ------ | ------ | --------- | ------ | ------------ | ------------ | -------------- | -------------- |
| Nadine Weratschnig  | C-1 slalom | 112,47 | 4      | 115,56 | 10     | 112,47    | 6      | 119,69       | 7            | 119,41         | 5              |
| Viktoria Wolffhardt | K-1 slalom | 114,63 | 14     | 112,28 | 15     | 112,28    | 16 Q   | 112,11       | 11           | niet geplaatst | niet geplaatst |

### Karate

#### Kumite
Vrouwen
| Atleet        | Onderdeel | Groupsfase             | Groupsfase             | Groupsfase             | Groupsfase             | Groupsfase | Halve Finale           | Finale                 | Finale |
| Atleet        | Onderdeel | Tegenstander Resultaat | Tegenstander Resultaat | Tegenstander Resultaat | Tegenstander Resultaat | Rang       | Tegenstander Resultaat | Tegenstander Resultaat | Rang   |
| ------------- | --------- | ---------------------- | ---------------------- | ---------------------- | ---------------------- | ---------- | ---------------------- | ---------------------- | ------ |
| Bettina Plank | −55 kg    | Miyahara V 2 - 6       | Zhangbyrbay W 4 - 3    | Terliuga G 0 - 0       | Sayed W 3 - 1          | 2 Q        | Goranova V 3 - 4       | niet geplaatst         | Brons  |

### Klimsport
Mannen
| atleet         | onderdeel | kwalificatie | kwalificatie | kwalificatie | kwalificatie | kwalificatie | kwalificatie | kwalificatie | totaal | totaal | finale | finale | finale    | finale    | finale | finale | finale | totaal | totaal |
| atleet         | onderdeel | speed        | speed        | boulderen    | boulderen    | lead         | lead         | lead         | totaal | totaal | speed  | speed  | boulderen | boulderen | lead   | lead   | lead   | totaal | totaal |
| atleet         | onderdeel | tijd         | rang         | punten       | rang         | punten       | tijd         | rang         | punten | rang   | tijd   | rang   | punten    | rang      | punten | tijd   | rang   | punten | rang   |
| -------------- | --------- | ------------ | ------------ | ------------ | ------------ | ------------ | ------------ | ------------ | ------ | ------ | ------ | ------ | --------- | --------- | ------ | ------ | ------ | ------ | ------ |
| Jakob Schubert | klimmen   | 6,70         | 12           | 1T3z 2 13    | 7            | 412+         | 4.02         | 1            | 84,00  | 4 Q    | 6,76   | 7      | 1T3z 1 7  | 5         | TOP    | -      | 1      | 35     | Brons  |

Vrouwen
| atleet       | onderdeel | kwalificatie | kwalificatie | kwalificatie | kwalificatie | kwalificatie | kwalificatie | kwalificatie | totaal | totaal | finale | finale | finale    | finale    | finale | finale | finale | totaal | totaal |
| atleet       | onderdeel | speed        | speed        | boulderen    | boulderen    | lead         | lead         | lead         | totaal | totaal | speed  | speed  | boulderen | boulderen | lead   | lead   | lead   | totaal | totaal |
| atleet       | onderdeel | tijd         | rang         | punten       | rang         | punten       | tijd         | rang         | punten | rang   | tijd   | rang   | punten    | rang      | punten | tijd   | rang   | punten | rang   |
| ------------ | --------- | ------------ | ------------ | ------------ | ------------ | ------------ | ------------ | ------------ | ------ | ------ | ------ | ------ | --------- | --------- | ------ | ------ | ------ | ------ | ------ |
| Jessica Pilz | klimmen   | 8,51         | 11           | 1T3z 3 5     | 9            | 33+          | -            | 2            | 198,00 | 6 Q    | 8,43   | 6      | 0T2z 0 10 | 5         | 34+    | -      | 3      | 90     | 7      |

### Moderne vijfkamp
Mannen
| atleet          | onderdeel        | schermen (degen) | schermen (degen) | schermen (degen) | schermen (degen) | zwemmen (200 m vrije slag) | zwemmen (200 m vrije slag) | zwemmen (200 m vrije slag) | paardrijden (springen) | paardrijden (springen) | paardrijden (springen) | combinatie: schieten/lopen (10 m luchtpistool)/(3200 m) | combinatie: schieten/lopen (10 m luchtpistool)/(3200 m) | combinatie: schieten/lopen (10 m luchtpistool)/(3200 m) | totaal punten | rang |
| atleet          | onderdeel        | RR               | BR               | rang             | punten           | tijd                       | rang                       | punten                     | strafpunten            | rang                   | punten                 | tijd                                                    | rang                                                    | punten                                                  | totaal punten | rang |
| --------------- | ---------------- | ---------------- | ---------------- | ---------------- | ---------------- | -------------------------- | -------------------------- | -------------------------- | ---------------------- | ---------------------- | ---------------------- | ------------------------------------------------------- | ------------------------------------------------------- | ------------------------------------------------------- | ------------- | ---- |
| Gustav Gustenau | moderne vijfkamp | 18-17            | 2                | 14               | 210              | 1.56,93                    | 4                          | 317                        | 0                      | 1                      | 300                    | 11.47,97                                                | 29                                                      | 593                                                     | 1420          | 16   |

### Paardensport

#### Dressuur
| ruiter                                                | paard         | onderdeel   | Grand Prix     | Grand Prix     | Grand Prix Special | Grand Prix Special | Grand Prix Freestyle | Grand Prix Freestyle | totaal         | totaal         |
| ruiter                                                | paard         | onderdeel   | score          | rang           | score              | rang               | technisch            | artistiek            | uitslag        | rang           |
| ----------------------------------------------------- | ------------- | ----------- | -------------- | -------------- | ------------------ | ------------------ | -------------------- | -------------------- | -------------- | -------------- |
| Florian Bacher                                        | Fidertraum    | individueel | 69,813         | 30             | n.v.t.             | n.v.t.             | niet geplaatst       | niet geplaatst       | niet geplaatst | niet geplaatst |
| Victoria Max-Theurer                                  | Abegglen      | individueel | teruggetrokken | teruggetrokken | n.v.t.             | n.v.t.             | niet geplaatst       | niet geplaatst       | niet geplaatst | niet geplaatst |
| Christian Schumach                                    | Te Quiero     | individueel | 70,900         | 21             | n.v.t.             | n.v.t.             | niet geplaatst       | niet geplaatst       | niet geplaatst | niet geplaatst |
| lorian Bacher Victoria Max-Theurer Christian Schumach | zie hierboven | team        | EL             | EL             | niet geplaatst     | niet geplaatst     | n.v.t.               | n.v.t.               | niet geplaatst | niet geplaatst |

#### Eventing
| ruiter                 | paard         | onderdeel   | dressuur      | dressuur      | cross-country | cross-country | cross-country | springen      | springen      | springen      | springen      | springen      | springen      | totaal        | totaal        |
| ruiter                 | paard         | onderdeel   | dressuur      | dressuur      | cross-country | cross-country | cross-country | kwalificatie  | kwalificatie  | kwalificatie  | finale        | finale        | finale        | totaal        | totaal        |
| ruiter                 | paard         | onderdeel   | strafpunten   | rang          | strafpunten   | totaal        | rang          | strafpunten   | totaal        | rang          | strafpunten   | totaal        | rang          | strafpunten   | rang          |
| ---------------------- | ------------- | ----------- | ------------- | ------------- | ------------- | ------------- | ------------- | ------------- | ------------- | ------------- | ------------- | ------------- | ------------- | ------------- | ------------- |
| Katrin Khoddam-Hazrati | Cosma         | individueel | terugtrekking | terugtrekking | terugtrekking | terugtrekking | terugtrekking | terugtrekking | terugtrekking | terugtrekking | terugtrekking | terugtrekking | terugtrekking | terugtrekking | terugtrekking |
| Lea Siegl              | Fighting Line | individueel | 32,60         | 28            | 2,40          | 35,00         | 16            | 4,00          | 39,00         | 17            | 8,00          | 47,00         | 15            | 47,00         | 15            |

### Roeien
Vrouwen
| atlete                               | onderdeel          | series  | series | herkansingen | herkansingen | kwartfinale | kwartfinale | halve finale | halve finale | finale  | finale |
| atlete                               | onderdeel          | tijd    | rang   | tijd         | rang         | tijd        | rang        | tijd         | rang         | tijd    | rang   |
| ------------------------------------ | ------------------ | ------- | ------ | ------------ | ------------ | ----------- | ----------- | ------------ | ------------ | ------- | ------ |
| Magdalena Lobnig                     | skiff              | 7.37,91 | 1 KF   | bye          | bye          | 7.58,20     | 1 HA/B      | 7.25,59      | 3 FA         | 7.19,72 | Brons  |
| Louisa Altenhuber Valentina Cavallar | lichte dubbel-twee | 7.26,22 | 5 H    | 7.42,31      | 4 FC         | n.v.t.      | n.v.t.      | bye          | bye          | 7.15,25 | 14     |

Legenda: FA=finale A (medailles); FB=finale B (geen medailles); FC=finale C (geen medailles); FD=finale D (geen medailles); FE=finale E (geen medailles); FF=finale F (geen medailles); HA/B=halve finale A/B; HC/D=halve finale C/D; HE/F=halve finale E/F; KF=kwartfinale; H=herkansing

### Schietsport
Mannen
| atleet          | onderdeel        | kwalificaties | kwalificaties | finale         | finale         |
| atleet          | onderdeel        | punten        | rang          | punten         | rang           |
| --------------- | ---------------- | ------------- | ------------- | -------------- | -------------- |
| Martin Strempfl | 10 m luchtgeweer | 627,0         | 13            | niet geplaatst | niet geplaatst |

Vrouwen
| atlete         | onderdeel         | kwalificaties | kwalificaties | finale         | finale         |
| atlete         | onderdeel         | punten        | rang          | punten         | rang           |
| -------------- | ----------------- | ------------- | ------------- | -------------- | -------------- |
| Sylvia Steiner | 10 m luchtpistool | 573           | 15            | niet geplaatst | niet geplaatst |
| Sylvia Steiner | 25 m pistool      | 577           | 29            | niet geplaatst | niet geplaatst |

### Skateboarden
Vrouwen
| atlete         | onderdeel | kwalificaties | kwalificaties | finale         | finale         |
| atlete         | onderdeel | punten        | rang          | punten         | rang           |
| -------------- | --------- | ------------- | ------------- | -------------- | -------------- |
| Julia Brückler | street    | 5,10          | 18            | niet geplaatst | niet geplaatst |

### Synchroonzwemmen
| atlete                                | onderdeel | vrije routine (voorronde) | vrije routine (voorronde) | technische routine | technische routine        | technische routine | vrije routine (finale) | vrije routine (finale)    | vrije routine (finale) |
| atlete                                | onderdeel | punten                    | rang                      | punten             | totaal (technisch + vrij) | rang               | punten                 | totaal (technisch + vrij) | rang                   |
| ------------------------------------- | --------- | ------------------------- | ------------------------- | ------------------ | ------------------------- | ------------------ | ---------------------- | ------------------------- | ---------------------- |
| Anna-Maria Alexandri Eirini Alexandri | duet      | 90,3773                   | 7                         | 90,5000            | 180,8773                  | 7 Q                | 91,8000                | 182,1773                  | 7                      |

### Tafeltennis
Mannen
| atlete          | onderdeel | voorronde            | eerste ronde         | tweede ronde         | derde ronde          | vierde ronde         | kwartfinale          | halve finale         | finale / BM          | finale / BM    |
| atlete          | onderdeel | tegenstander uitslag | tegenstander uitslag | tegenstander uitslag | tegenstander uitslag | tegenstander uitslag | tegenstander uitslag | tegenstander uitslag | tegenstander uitslag | rang           |
| --------------- | --------- | -------------------- | -------------------- | -------------------- | -------------------- | -------------------- | -------------------- | -------------------- | -------------------- | -------------- |
| Robert Gardos   | enkelspel | bye                  | bye                  | Drinkhall V 1 - 4    | niet geplaatst       | niet geplaatst       | niet geplaatst       | niet geplaatst       | niet geplaatst       | niet geplaatst |
| Daniel Habesohn | enkelspel | bye                  | bye                  | Chew W 4 - 1         | Freitas V 3 - 4      | niet geplaatst       | niet geplaatst       | niet geplaatst       | niet geplaatst       | niet geplaatst |

Vrouwen
| atlete                           | onderdeel | voorronde            | eerste ronde         | tweede ronde         | derde ronde          | vierde ronde         | kwartfinale          | halve finale         | finale / BM          | finale / BM    |
| atlete                           | onderdeel | tegenstander uitslag | tegenstander uitslag | tegenstander uitslag | tegenstander uitslag | tegenstander uitslag | tegenstander uitslag | tegenstander uitslag | tegenstander uitslag | rang           |
| -------------------------------- | --------- | -------------------- | -------------------- | -------------------- | -------------------- | -------------------- | -------------------- | -------------------- | -------------------- | -------------- |
| Liu Jia                          | enkelspel | Zaza W 4 - 0         | Haponova W 4 - 2     | Michajlova W 4 - 3   | Díaz W 4 - 0         | Jeon V 1 - 4         | niet geplaatst       | niet geplaatst       | niet geplaatst       | niet geplaatst |
| Sofia Polcanova                  | enkelspel | bye                  | bye                  | bye                  | Batra W 4 - 0        | Ishikawa V 0 - 4     | niet geplaatst       | niet geplaatst       | niet geplaatst       | niet geplaatst |
| Liu Jia Liu Yuan Sofia Polcanova | team      | n.v.t.               | n.v.t.               | n.v.t.               | n.v.t.               | China V 0 - 3        | niet geplaatst       | niet geplaatst       | niet geplaatst       | niet geplaatst |

Gemengd
| atlete                        | onderdeel  | eerste ronde           | kwartfinale          | halve finale         | finale / BM          | finale / BM    |
| atlete                        | onderdeel  | tegenstander uitslag   | tegenstander uitslag | tegenstander uitslag | tegenstander uitslag | rang           |
| ----------------------------- | ---------- | ---------------------- | -------------------- | -------------------- | -------------------- | -------------- |
| Stefan Fegerl Sofia Polcanova | dubbelspel | Mizutani / Ito V 1 - 4 | niet geplaatst       | niet geplaatst       | niet geplaatst       | niet geplaatst |

### Tennis
Mannen
| atlete                       | onderdeel  | eerste ronde         | tweede ronde                 | derde ronde              | kwartfinale          | halve finale         | finale / BM          | finale / BM    |
| atlete                       | onderdeel  | tegenstander uitslag | tegenstander uitslag         | tegenstander uitslag     | tegenstander uitslag | tegenstander uitslag | tegenstander uitslag | rang           |
| ---------------------------- | ---------- | -------------------- | ---------------------------- | ------------------------ | -------------------- | -------------------- | -------------------- | -------------- |
| Oliver Marach Philipp Oswald | dubbelspel | n.v.t.               | Millman / Saville W 7-5, 6-2 | Cabal / Farah V 4-6, 1-6 | niet geplaatst       | niet geplaatst       | niet geplaatst       | niet geplaatst |

### Triatlon
Individueel
| Atleet        | Evenement | Zwemmen(1.5 km) | Rang 1 | Fietsen (40 km) | Rang 2 | Lopen(10 km) | Totaal Tijd | Ranking |
| ------------- | --------- | --------------- | ------ | --------------- | ------ | ------------ | ----------- | ------- |
| Alois Knabl   | Mannen    | 17.55           |        | DNF             | DNF    | DNF          | DNF         | DNF     |
| Lukas Hollaus | Mannen    | 18.38           |        | 57.38           |        | 31.34        | 1.48.59     | 34      |
| Julia Hauser  | Vrouwen   | DNF             | DNF    | DNF             | DNF    | DNF          | DNF         | DNF     |
| Lisa Perterer | Vrouwen   | 20.03           |        | 1.06.14         |        | 35.26        | 2.03.00     | 27      |

### Wielersport

#### Baanwielrennen
Mannen
Koppelkoers
| atleet                      | onderdeel   | punten | rondes | rang |
| --------------------------- | ----------- | ------ | ------ | ---- |
| Andreas Graf Andreas Müller | koppelkoers | DNF    | DNF    | DNF  |

Omnium
| atleet         | onderdeel | scratchrace | scratchrace | temporace | temporace | afvalrace | afvalrace | puntenrace | puntenrace | totaal punten | rang |
| atleet         | onderdeel | rang        | punten      | rang      | punten    | rang      | punten    | rang       | punten     | totaal punten | rang |
| -------------- | --------- | ----------- | ----------- | --------- | --------- | --------- | --------- | ---------- | ---------- | ------------- | ---- |
| Andreas Müller | omnium    | 19          | 4           | 20        | 2         | 20        | 2         |            | 0          | 8             | 18   |

#### Mountainbike
Mannen
| atleet           | onderdeel    | tijd          | rang |
| ---------------- | ------------ | ------------- | ---- |
| Maximilian Foidl | mountainbike | 1:28:45 +3:31 | 17   |

Vrouwen
| atlete        | onderdeel    | tijd | rang |
| ------------- | ------------ | ---- | ---- |
| Laura Stigger | mountainbike | DNF  | DNF  |

#### Wegwielrennen
Mannen
| atleet              | onderdeel    | tijd       | rang |
| ------------------- | ------------ | ---------- | ---- |
| Patrick Konrad      | wegwedstrijd | 6:09:04    | 18   |
| Patrick Konrad      | tijdrit      | 1:02:05,08 | 31   |
| Hermann Pernsteiner | wegwedstrijd | 6:13:17    | 30   |
| Gregor Mühlberger   | wegwedstrijd | 6:21:46    | 70   |

Vrouwen
| atlete           | onderdeel    | tijd | rang |
| ---------------- | ------------ | ---- | ---- |
| Anna Kiesenhofer | wegwedstrijd |      | Goud |

### Zeilen
Mannen
| atleet                         | onderdeel | race | race | race | race | race | race | race | race | race | race | race | race | race           | netto punten | eindnotering |
| atleet                         | onderdeel | 1    | 2    | 3    | 4    | 5    | 6    | 7    | 8    | 9    | 10   | 11   | 12   | M              | netto punten | eindnotering |
| ------------------------------ | --------- | ---- | ---- | ---- | ---- | ---- | ---- | ---- | ---- | ---- | ---- | ---- | ---- | -------------- | ------------ | ------------ |
| Benjamin Bildstein David Hussl | 49er      | 10   | 17   | 6    | 4    | 9    | 9    | 10   | 5    | 16   | 7    | 15   | 13   | niet geplaatst | 104          | 10           |

Vrouwen
| atlete                    | onderdeel | race | race | race | race | race | race | race | race | race | race | race | race | race           | netto punten | eindnotering |
| atlete                    | onderdeel | 1    | 2    | 3    | 4    | 5    | 6    | 7    | 8    | 9    | 10   | 11   | 12   | M              | netto punten | eindnotering |
| ------------------------- | --------- | ---- | ---- | ---- | ---- | ---- | ---- | ---- | ---- | ---- | ---- | ---- | ---- | -------------- | ------------ | ------------ |
| Lorena Abicht Tanja Frank | 49erFX    | 11   | 13   | 9    | 11   | 12   | DNF  | 19   | 7    | 9    | 17   | 16   | 20   | niet geplaatst | 144          | 17           |

Gemengd
| atleet                    | onderdeel | race | race | race | race | race | race | race | race | race | race | race | race | race           | netto punten | eindnotering |
| atleet                    | onderdeel | 1    | 2    | 3    | 4    | 5    | 6    | 7    | 8    | 9    | 10   | 11   | 12   | M              | netto punten | eindnotering |
| ------------------------- | --------- | ---- | ---- | ---- | ---- | ---- | ---- | ---- | ---- | ---- | ---- | ---- | ---- | -------------- | ------------ | ------------ |
| Thomas Zajac Barbara Matz | Nacra 17  | 3    | 10   | 8    | 14   | 13   | 5    | 12   | 13   | 9    | 4    | 12   | 11   | niet geplaatst | 100          | 11           |

### Zwemmen
Mannen
| atlete                | onderdeel         | series     | series | halve finale   | halve finale   | finale         | finale         |
| atlete                | onderdeel         | tijd       | rang   | tijd           | rang           | tijd           | rang           |
| --------------------- | ----------------- | ---------- | ------ | -------------- | -------------- | -------------- | -------------- |
| Heiko Gigler          | 50 m vrije slag   | 22,17      | 22     | niet geplaatst | niet geplaatst | niet geplaatst | niet geplaatst |
| Felix Auböck          | 400 m vrije slag  | 3.43,91    | 2 Q    | n.v.t.         | n.v.t.         | 3.44,07        | 4              |
| Felix Auböck          | 800 m vrije slag  | 7.45,73 NR | 4 Q    | n.v.t.         | n.v.t.         | 7.49,14        | 7              |
| Felix Auböck          | 1500 m vrije slag | 14.51,88   | 7 Q    | n.v.t.         | n.v.t.         | 15.03,47       | 7              |
| Simon Bucher          | 100 m vlinderslag | 52,52      | 37     | niet geplaatst | niet geplaatst | niet geplaatst | niet geplaatst |
| Bernhard Reitshammer  | 100 m rugslag     | 55,26      | 35     | niet geplaatst | niet geplaatst | niet geplaatst | niet geplaatst |
| Bernhard Reitshammer  | 100 m schoolslag  | 1.00,41    | 30     | niet geplaatst | niet geplaatst | niet geplaatst | niet geplaatst |
| Bernhard Reitshammer  | 200 m wisselslag  | 1.59,56    | 32     | niet geplaatst | niet geplaatst | niet geplaatst | niet geplaatst |
| Christopher Rothbauer | 200 m schoolslag  | 2.13,19    | 28     | niet geplaatst | niet geplaatst | niet geplaatst | niet geplaatst |

Vrouwen
| atlete         | onderdeel         | series   | series | halve finale   | halve finale   | finale         | finale         |
| atlete         | onderdeel         | tijd     | rang   | tijd           | rang           | tijd           | rang           |
| -------------- | ----------------- | -------- | ------ | -------------- | -------------- | -------------- | -------------- |
| Marlene Kahler | 400 m vrije slag  | 4.08,37  | 37     | n.v.t.         | n.v.t.         | niet geplaatst | niet geplaatst |
| Marlene Kahler | 800 m vrije slag  | 8.36,16  | 22     | n.v.t.         | n.v.t.         | niet geplaatst | niet geplaatst |
| Marlene Kahler | 1500 m vrije slag | 16.20,05 | 19     | n.v.t.         | n.v.t.         | niet geplaatst | niet geplaatst |
| Lena Grabowski | 100 m rugslag     | 1.01,80  | 29     | niet geplaatst | niet geplaatst | niet geplaatst | niet geplaatst |
| Lena Grabowski | 200 m rugslag     | 2.09,77  | 10 Q   | 2.10,10        | 12             | niet geplaatst | niet geplaatst |